# ADELTA
| ADELTA アデルタ                                                                     |                                    |
| 国籍                                                                                | 日本                               |
| 設立                                                                                | 2014年3月                          |
| 代表                                                                                | 黒澤凛子（くろさわ りんこ）        |
| 事業内容                                                                            | ゲームコンテンツの企画・開発・販売 |
| 公式リンク                                                                          |                                    |
| 公式サイト • Twitter • Tumblr • Bluesky • BOOTH • Lit.Link • YouTube • Amebaブログ* |                                    |

*『Cocoon』発売時のブログ。公式サイト開設後は更新停止
ADELTA（アデルタ）は、日本の同人ゲーム開発サークル。主にボーイズラブゲームを制作しており、「アデルタ」と読む。
作品の英語版権は主にMangaGamerが取得し、海外向けローカライズ・販売を担当している。

## メンバー
- 黒澤凛子（くろさわ りんこ）：原画・シナリオ・メイン彩色/背景・動画・企画を担当。サークル代表。
- ありこ：Webデザイン・彩色/背景・ロゴデザイン（初期作品）
- 高崎陸（たかさき りく）：スクリプト・線画/彩色/背景・SE/編曲（初期作品）

『Cocoon』以降の作品クレジットでは黒澤凛子のみが記載されているため、現在は実質的な個人制作と推測される。

## 開発作品
- Cocoon -コクーン-（2017年）
- Cocoon BN -コクーン ブラックノイズ-（2018年、ファンディスク）
- 古書店街の橋姫（2020年）
- ウウウルトラC（2022年）
- 大厄（2023年） - 前編・後編構成

## 関連サークル
- ADELTA:M - ゲーム作品とは独立した全年齢向けドラマCD制作サークル。
  - 公式サイト
  - 公式X（旧Twitter）